# 라 케 세 아베시나
《라 케 세 아베시나》(스페인어: La que se avecina)는 스페인의 텔레비전 시트콤이다. 마드리드 교외의 한 아파트에 거주하는 주민들의 일상을 그린다.

## 출연
주연
- 마카레나 고메스
- 롤레스 레온
- 아나 알바레스